# El concurs de piano
El concurs de piano (títol original, The Chapel) és una pel·lícula dramàtica belga de 2023 escrita i dirigida per Dominique Deruddere. Es va estrenar al Festival de Cinema d'Oostende el 27 de gener de 2023. S'ha doblat i subtitulat al català.
La pel·lícula segueix la Jennifer, una jove pianista amb un talent excepcional que, després d’una infància marcada pels sacrificis de la seva mare, arriba a la final del prestigiós Concurs Reina Elisabet. Reclosa durant una setmana a la «capella», un espai d’aïllament per als finalistes, es veu obligada a confrontar records dolorosos i traumes familiars.
Va ser produïda per Savage Film i Tarantula, totes dues productores belgues. La distribució internacional va anar a càrrec de Picture Tree International.